# Rhabdomastix (Rhabdomastix) laneana
Rhabdomastix (Rhabdomastix) laneana is een tweevleugelige uit de familie steltmuggen (Limoniidae). De soort komt voor in het Neotropisch gebied.